# Vladimír Landa (entomolog)
Vladimír Landa (1. listopadu 1923 Dobřany – 8. listopadu 2001 České Budějovice) byl český biolog, ředitel Entomologického ústavu ČSAV a zakladatel Jihočeského biologického centra ČSAV v Českých Budějovicích.

## Biografie
Po roce 1945 vystudoval Přírodovědeckou fakultu Univerzity Karlovy v Praze. V letech 1946–1954 pracoval jako asistent univerzitního zoologického ústavu. Roku 1954 založil se čtyřmi spolupracovníky Entomologickou laboratoř ČSAV ve Viničné ulici č.p. 7 v Praze. Spojením Entomologické laboratoře s Oddělením patologie hmyzu vznikl od 1. ledna 1962 Entomologický ústav ČSAV a dr. Landa byl v letech 1964 až 1990 jeho ředitelem.
V 80. letech se podílel na budování Jihočeského biologického centra ČSAV v Českých Budějovicích. Od roku 1981 se stal jeho ředitelem.
Odborně se věnoval entomologii. Zabýval se anatomií a ekologií jepic a jejich využitím jako bioindikátorů při posuzování čistoty vod. Studoval reprodukci a vývoj pohlavních orgánů hmyzu při testování biologicky aktivních látek. V rámci edice Fauna ČSSR vydal knihu Jepice - Ephemeroptera (Academia Praha 1969).

## Tituly a ocenění
- 1961 titul kandidát věd
- 1968 titul doktor věd
- 1970 člen korespondent ČSAV
- 1974 laureát Národní ceny ČSR
- 1978 profesor Přírodovědecké fakulty Univerzity Karlovy
- 1985 řádný člen ČSAV (akademik)
- 1982 Stříbrná plaketa ČSAV za zásluhy o vědu a lidstvo
- 1983 Vyznamenání Za zásluhy o výstavbu [2]
- 1983 Zlatá plaketa ČSAV G. J. Mendela
- 1983 medaile Za budování Jihočeského kraje
- 1988 Řád práce [3]
- člen řady mezinárodních vědeckých společností